# Bałtów (gromada)
Bałtów – dawna gromada, czyli najmniejsza jednostka podziału terytorialnego Polskiej Rzeczypospolitej Ludowej w latach 1954–1972.
Gromady, z gromadzkimi radami narodowymi (GRN) jako organami władzy najniższego stopnia na wsi, funkcjonowały od reformy reorganizującej administrację wiejską przeprowadzonej jesienią 1954 do momentu ich zniesienia z dniem 1 stycznia 1973, tym samym wypierając organizację gminną w latach 1954–1972.
Gromadę Bałtów siedzibą GRN w Bałtowie utworzono – jako jedną z 8759 gromad na obszarze Polski – w powiecie iłżeckim w woj. kieleckim, na mocy uchwały nr 13k/54 WRN w Kielcach z dnia 29 września 1954. W skład jednostki weszły obszary dotychczasowych gromad Bałtów i Wólka Bałtowska ze zniesionej gminy Pętkowice w powiecie iłżeckim, obszar dotychczasowej gromady Rudka Bałtowska ze zniesionej gminy Ruda Kościelna w powiecie opatowskim oraz lasy państwowe nadleśnictwa Bałtów, oddziały Nr 46 do 49, 119 do 134 i 135 do 186. Dla gromady ustalono 15 członków gromadzkiej rady narodowej.
1 stycznia 1956 gromada weszła w skład nowo utworzonego powiatu lipskiego w tymże województwie.
29 lutego 1956 z gromady Bałtów wyłączono oddziały Nr 119–134 nadleśnictwa Bałtów, włączając je do gromady Pętkowice w tymże powiecie.
Uchwałą z 29 kwietnia 1964 do gromady Bałtów przyłączono wieś Borcuchy z gromady Sienno w tymże powiecie, z mocą obowiązującą retroaktywnie od 31 grudnia 1963.
1 stycznia 1969 do gromady Bałtów przyłączono wieś Skarbka z gromady Pętkowice oraz wsie Wólka Trzemecka i Antoniów z gromady Sienno w tymże powiecie.
Gromada przetrwała do końca 1972 roku, czyli do kolejnej reformy gminnej. 1 stycznia 1973 w powiecie lipskim reaktywowano gminę Bałtów (obecnie gmina znajduje się w powiecie ostrowieckim).